# Aidan Nichols
John Christopher Aidan Nichols OP (ur. 17 września 1948 w hrabstwie Lancashire, Anglia) – angielski teolog. Urodził się w rodzinie anglikańskiej; w 1966 roku przeszedł na katolicyzm, a rok później rozpoczął studia w Oksfordzie. Wkrótce wstąpił do zakonu dominikanów. Święcenia kapłańskie przyjął w roku 1976, a 10 lat później obronił w Edynburgu doktorat na podstawie pracy o eklezjologii N.N. Afanasiewa. Wykładał również w rzymskim Angelicum, sprawował funkcję przeora dominikanów w Cambridge; w 2005 roku wykładał gościnnie na Katolickim Uniwersytecie w Waszyngtonie.
Jest autorem wielu publikacji; w Polsce wydano jego pracę Patrząc na liturgię (Klub Książki Katolickiej, 2005) poświęconą krytycznej analizie źródeł i konsekwencji posoborowej reformy liturgicznej.